# چنگ هی-جین
چنگ هی-جین (کره‌ای: 장혜진؛ زادهٔ may ۱۳, ۱۹۸۷ (۳۷ سال)) یک کماندار اهل کره جنوبی است.
وی در مسابقات کشوری و بین‌المللی در مجموع برندهٔ ۵ مدال طلا، ۱ مدال نقره شده‌است.